# Devlet Berdi

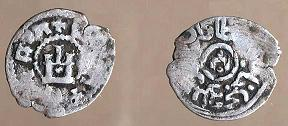
Monede de argint găsite la Caffa, în Crimeea, purtând numele lui „Devlet Berdi, Allah, să-i lungească domnia”

Devlet Berdi (a murit prin anul 1432) a fost han al Hoardei de Aur între 1420-1424
.In ultimii ani ai vieții a domnit în Crimeea, sub hegemonia Hoardei de Aur, fiind rival al nepotului său, Hadji Ghirai I.
Devlet Berdi era fiul lui Taș Temir sau Baș Temir, din descendenții lui Toka Temur și văr indepărtat al lui Tohtamâș.
După alte surse, dar mai puțin verosimil, ar fi fost fiul lui Yeremferden sau Djabar Berdi, hanul Hoardei de Aur și descendent al lui Berke Han.
La moartea lui Djabar Berdi Han în 1419, Hoarda de aur fu împărțită temporar între Devlet Berdi și Ulugh Muhammad, care s-a instalat în capitala Sarai.
În anul 1420 Devlet Berdi a asediat și cucerit Sarai, detronându-l și izgonindu-l pe Ulugh Muhammad.
Prin 1423-1424 atât Ulugh Muhammad, cât și Devlet Berdi sunt înfrânți de către Barak (Borak) han, care a preluat până în 1427 conducerea Hoardei de aur.
Așezat între timp în Lituania, în 1428 Ulugh Muhammad, cu sprijinul marelui cneaz al Lituaniei, Vitold sau Vytautas,  a ajuns din nou la conducerea Hoardei de aur (1428-1432)
După înfrângerea de către Barak Han, Devlet Berdi și hoarda lui s-au așezat în Crimeea..
Anii 1428-1430 au fost ani dificili pentru stepa transpontină și pentru Crimeea din pricina epidemiei de ciumă bubonică, precum și din cauza războaielor pentru supremație în regiune.
Ulugh Muhammad, după câte se pare, cu sprijinul urmașilor emirului Edighei și a clanului șirin din Crimeea, a încercat fără succes, în 1430, să invadeze teritoriul aflat sub controlul lui Devlet Berdi, dar s-a retras după moartea marelui cneaz  Vitold. 
Devlet Berdi a intervenit un timp în conflictul pentru putere din Lituania, fiind de partea marelui cneaz Švitrigailo, fratele lui Vladislav Jagello, împotriva rivalului său, Sigismund Kĕstutaitis. 
Având un timp sprijinul lui Švitrigailo și aflat în conflict cu nepotul său de frate, Hadji I Ghirai. Devlet Berdi nu a reușit să-și consolideze stăpânirea în Crimeea și a murit asasinat în anul 1432.  
În ciuda alianței cu Švitrigailo și cu marele cneaz al Moscovei, Vasili al II-lea cel Orb, fiul lui Devlet Berdi,  Ahmet,nu a putut face față atacului combinat al forțelor lui Ulugh Muhammad și al tătarilor din Crimeea, și a fost biruit de aceștia în anul 1433, ceea ce a permis constituirea Hanatului independent al Crimeii sub conducerea lui Hadji Ghirai I.
O fiică a lui Devlet Berdi, al cărei nume nu se știe, ar fi devenit, după unele izvoare, soția a doua a împăratului Ioan al IV-lea din Trapezunt.